# 극장판 오소마츠 6쌍둥이
《극장판 오소마츠 6쌍둥이》(일본어: えいがのおそ松さん, 영어: OSOMATSUSAN THE MOVIE)는 2019년 3월에 개봉한 일본의 코미디 애니메이션 영화이다.
 후지타 요이치가 감독을 마츠바라 슈가 각본을 맡았다.
 일본은 2019년 3월 15일에 영국은 2019년 3월 22일에 대한민국은 2019년 6월 13일에 개봉되었다.

## 출연진
- 사쿠라이 타카히로 - 오소마츠 목소리 역
- 나카무라 유이치 - 카라마츠 목소리 역
- 카미야 히로시 - 쵸로마츠 목소리 역
- 후쿠야마 쥰 - 이치마츠 목소리 역
- 오노 다이스케 - 쥬시마츠 목소리 역
- 이리노 미유 - 토도마츠 목소리 역
- 스즈무라 켄이치 - 이야미 목소리 역
- 이노우에 카즈히코 - 마츠조 목소리 역
- 코쿠류 사치 - 치바타 목소리 역
- 엔도 아야 - 토토코 목소리 역
- 우에다 요우지 - 데카판 목소리 역
- 토비타 노부오 - 다용 목소리 역
- 사이토우 모모코 - 하타보 목소리 역
- 쿠지라 - 마츠요 목소리 역

### 한국어 더빙
- 신용우 - 오소마츠 목소리 역
- 권창욱 - 카라마츠 목소리 역
- 이호산 - 쵸로마츠 목소리 역
- 황창영 - 이치마츠 목소리 역
- 최승훈 - 쥬시마츠 목소리 역
- 김혜성 - 토도마츠 목소리 역
- 전태열 - 이야미 목소리 역
- 이미나 - 엄마 목소리 역
- 송하림 - 치바타 목소리 역
- 장예나 - 토토코 목소리 역
- 안효민 - 데카판 목소리 역
- 심규혁 - 다용 목소리 역
- 장미 - 하타보 목소리 역
- 이창민 - 아빠 목소리 역
- 강시현 - 타카하시 목소리 역